# Брондолето (Мачерата)
Брондолето (итал. Brondoleto) насеље је у Италији у округу Мачерата, региону Марке.
Према процени из 2011. у насељу је живело 46 становника. Насеље се налази на надморској висини од 401 м.